# Liste des évêques de Kano
Liste des évêques de Kano
(Dioecesis Kanensis)
La mission "sui juiris" nigériane de Kano est créée le 22 mars 1991 par détachement de l'archidiocèse de Kaduna.
Le 15 décembre 1995, la mission est érigée en vicariat apostolique.
Le vicariat apostolique est lui-même érigé en évêché le 22 juin 1999.

## Est supérieur de la mission
- 1991-15 décembre 1995 : John Ier Brown (John Francis Brown)

## Puis sont vicaires apostoliques
- 1995-1996 : John Ier Brown (John Francis Brown), promu vicaire apostolique.
- 1996-22 juin 1999 : Patrick Sheehan (Patrick Francis Sheehan)

## Enfin sont évêques
- 25 juin 1999-20 mars 2008 : Patrick Sheehan (Patrick Francis Sheehan), promu évêque.
- depuis le 20 mars 2008 : John II Niyiring (John Namanzah Niyiring)

## Sources
- L'ANNUAIRE PONTIFICAL, sur le site http://www.catholic-hierarchy.org, à la page